# Hexacladia linci
Hexacladia linci är en stekelart som beskrevs av Jean-Yves Rasplus 1990. Hexacladia linci ingår i släktet Hexacladia och familjen sköldlussteklar.
Artens utbredningsområde är Peru. Inga underarter finns listade i Catalogue of Life.